# ديريك كاوثورن
ديريك كاوثورن (مواليد 21 أبريل 1931) هو مبارز بالسيف من المملكة المتحدة، مثّل بلاده في الألعاب الأولمبية الصيفية 1964.

## روابط خارجية
ديريك كاوثورن على موقع أوليمبيديا (الإنجليزية)
- ديريك كاوثورن على موقع اللجنة الأولمبية البريطانية (الإنجليزية)